# Головино (Угличский район)
Головино — деревня в Угличском районе Ярославской области России. 
В рамках организации местного самоуправления является центром Головинского сельского поселения, в рамках административно-территориального устройства — центром Головинского сельского округа.

## География
Расположена в 10 км к юго-западу (по прямой) от центра города Углича.

## История
Близ деревни на погосте Мимошня в 1756 году была построена церковь с двумя престолами: Святой Живоначальной Троицы и Святителя и Чудотворца Николая. 
В конце XIX — начале XX века деревня входила в состав Муравьевской волости Мышкинского уезда Ярославской губернии.
С 1929 года деревня входила в состав Муравьевского сельсовета Угличского района, в 1980-е годы — центр Головинского сельсовета, с 2005 года — центр Головинского сельского поселения.

## Население
| 1859 | 2002 | 2007 | 2010 |
| ---- | ---- | ---- | ---- |
| 100  | ↗276 | ↗283 | ↘265 |

Согласно результатам переписи 2002 года, в национальной структуре населения русские составляли 96 % от всех жителей.

## Инфраструктура
В деревне имеются Головинская средняя общеобразовательная школа (основана в 1980 году), детский сад, дом культуры, фельдшерско-акушерский пункт, пожарная часть, отделение почтовой связи.

## Достопримечательности
В деревне расположена действующая деревянная Церковь Троицы Живоначальной (2015).